# Гачаг Керем
Гачаг Керем ( азерб. Qaçaq Kərəm ; повне ім'я - Керем Іскендер огли 1860, Кирах-Кесаман, Казахський повіт, Єлизаветпольська губернія, Російська імперія - 1909, Тегеран, Каджарська імперія ) - азербайджанський гачаг, народний герой Азербайджану. Його батько Іскендер також був гачагом  .

## Біографія
1884 року Іскандер був убитий поміщиком Ісрафілом-ага. Керем, помстившись за батька, також став гачагом. Він зі своїм загоном діяв у Єлизаветпольській губернії, Грузії, на Північному Кавказі, в Ірані та Туреччині . Загін Гачаг Керем боровся проти царських чиновників та поміщиків, допомагав бідним селянам. Для боротьби з загоном Керема царська влада була змушена надіслати великий військовий загін з Північного Кавказу, але спроби розгромити повстанців виявилися безуспішними. Тим не менш, в 1890 Гачаг Керем зі своїм загоном переправився в Іранський Азербайджан . У 1909 році він помер у Тегерані  .
Після смерті Гачаг Керем став популярним героєм народних пісень та легенд. Йому присвячені три дастани та ряд інших творів мистецтва ( А. Пурцеладзе та інших). Про Гачаг Керем згадував і Максим Горький  .
На честь нього названо село в Агстафінському районі Азербайджану .